# Oxystigma gilbertii
Oxystigma gilbertii är en ärtväxtart som beskrevs av J.Leonard. Oxystigma gilbertii ingår i släktet Oxystigma och familjen ärtväxter. Inga underarter finns listade i Catalogue of Life.